# スウェーデン統治下のフィンランド

スウェーデン領フィンランド
Finland under den svenska tiden (スウェーデン語)

スウェーデンの古地図（1747年）

スウェーデン統治下のフィンランド（スウェーデン語: Finland under den svenska tiden）は、フィンランドがスウェーデンの一部だった歴史的な時期を指す。 スウェーデンのフィンランド統治が正確にいつ始まったかは不明である。 フィンランドでスウェーデン統治が確立されたという歴史的証拠は13世紀後半から見ることができる。 スウェーデンの統治はフィンランド戦争の結果1809年9月17日に終了された。

## 歴史
スウェーデンのフィンランド統治は、北方十字軍の遠征を通じて始まった。 スウェーデンの征服にフィンランドの上流層は新しい支配者であるスウェーデンとドイツ貴族たち、そしてカトリック教会によってその地位を喪失した。 これは征服された異教徒地域でキリスト教勢力が権力を維持する方法だった。 植民地開拓は14世紀に記録された植民地開拓者たちと地域住民たちの間にいくつかの紛争が生じたものと推定される。 植民地で、フィンランドの住民たちは、日本の植民地に対する漁業と耕作権を喪失した。 スウェーデン君主らは、フィンランドをほとんど訪れず、フィン人は原始的で彼らの独自の言語を使用する種族たちとして描かれた。 
スウェーデンの一部分として、フィンランドは西欧キリスト教領域の一部として扱われ、市場経済、立憲主義政府及び法律主義の原則が定着した西欧文化圏の一部に編入された。 フィンランドはスカンディナヴィア地域で多くの戦争と侵入を呼び起こしたスウェーデン帝国の東部国境だった。 先史時代から始まったフィンランド語と一部の民俗宗教、文化などが新しい環境に適応しながら変わったにもかかわらず、スウェーデンの支配を受けた。 例えば、この時期にフィンランドはラテンアルファベットを文字体系に選択しており、約1,100個のスウェーデンの外来語を採択した。 
スウェーデンが統治するフィンランドは20世紀に'スウェーデン＝フィンランド'とも呼ばれた。 この用語は現代に至ってスウェーデンとフィンランドの主要部分で構成された領域を指すのに使われてきた。 歴史学者ピーター・イングルロンドゥ(Peter Englund)は、スウェーデンの治下、フィンランドが"両者が分離された1809年事実上破壊された王国の東半分"だっただけに、国家連合や地方の一部がなかったと指摘しており、スウェーデンの偉大な力の時代がスウェーデンとフィンランドの普遍的な財産だったと主張した。